# Господин Никто против Путина
«Господи́н Никто́ про́тив Пу́тина» (англ. Mr. Nobody Against Putin, другой вариант перевода — «Ми́стер Никто́ про́тив Пу́тина») — датско-чешский документальный фильм 2025 года, снятый сорежиссёрами Павлом Таланкиным и Дэвидом Боренштейном. Спродюсирован Хелле Фабер, Боренштейн также выступил автором сценария. Картина повествует об изменениях в российской школе, произошедших после начала вторжения России на Украину под воздействием государственной пропаганды и милитаризации.
Павел Таланкин работал педагогом-организатором в одной из школ города Карабаша в Челябинской области. В его обязанности входила съёмка таких мероприятий как линейки, конкурсы и открытые уроки. После начала вторжения на Украину в феврале 2022 года он совместно с американским режиссёром Дэвидом Боренштейном втайне начал разработку документального фильма, отслеживающего усиление пропаганды в учебном заведении. Летом 2024 года Таланкин покинул Россию с отснятым в течение двух лет материалом, из которого был смонтирован конечный продукт. Ученики и преподаватели не давали согласия на использование снятых кадров в ленте «Господин Никто против Путина».
Премьера фильма состоялась 25 января 2025 года на фестивале независимого кино «Сандэнс», где он удостоился специального приза жюри. Кинокартина получила положительные отзывы западных критиков, в то время как на родине Таланкина провластные средства массовой информации (СМИ) назвали её «антироссийской», а самого педагога — «предателем».

## Сюжет
Павел Таланкин работает педагогом-организатором и по совместительству видеографом в школе №1 в небольшом российском городе Карабаше с населением в 10 тысяч человек. Фильм начинается с того, как Таланкин покидает страну. После этого повествование возвращается к предшествующим событиям, и Таланкин рассказывает о родном городе. По словам педагога, Карабаш, известный как одна из самых загрязнённых точек планеты, является лучшим местом в мире. Ученики любят Таланкина за то, что он творческий, прогрессивный и не такой жёсткий, как его коллеги.
Кажущаяся идиллия нарушается, когда президент России Владимир Путин начинает вторжение на Украину в 2022 году. Вскоре вводится новая политика патриотического воспитания. Шокированный Таланкин узнаёт, что он вынужден участвовать в организации пропагандистских мероприятий в соответствии с новой учебной программой и снимать их на камеру. На церемониях поднятия флага от детей требуют маршировать подобно военным, проводятся лекции о необходимости «демилитаризации и денацификации» Украины, младшим школьникам предлагается присоединиться к новой «патриотической» группе, уходящей корнями в советскую пионерию.
Педагог сначала задумывается об увольнении в знак протеста, но связывается через интернет с иностранным режиссёром, который заинтересован увидеть кадры о том, как в России рассказывают о войне. Таланкин решает остаться работать в школе и документировать происходящее в ней. Пользуясь своей должностью школьного видеографа, он записывает сотни часов видеоматериала. Так, однажды в школу с лекцией приезжают наёмники ЧВК «Вагнер». В другой раз педагог срывает церемонию поднятия флага, включив вместо государственного гимна России исполнение Леди Гагой «Знамени, усыпанного звёздами». Когда Таланкин понимает, что вскоре может быть разоблачён, он начинает планировать эмиграцию.

## История создания

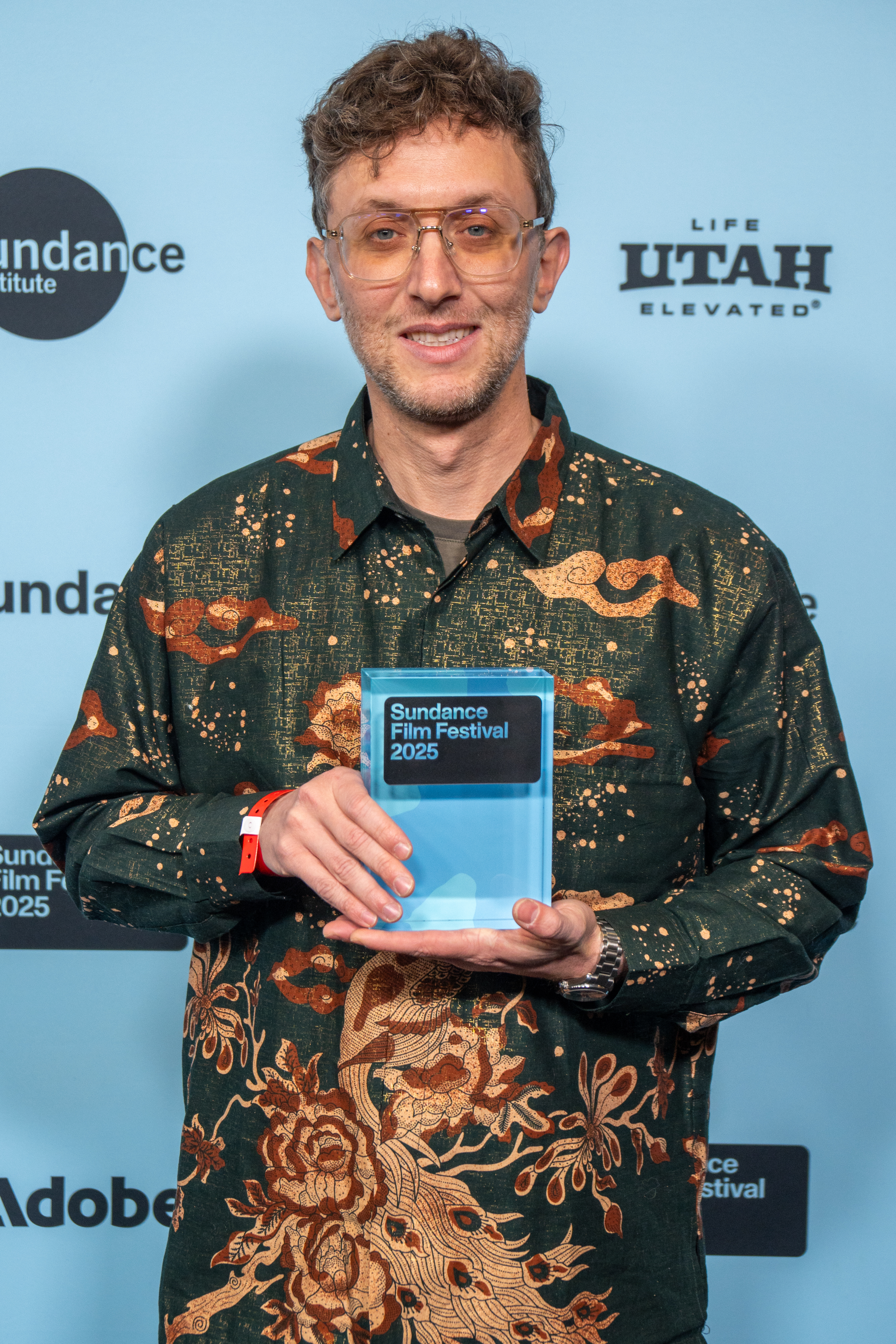
Дэвид Боренштейн на фестивале «Сандэнс» в 2025 году

По словам Таланкина, он увидел в Instagram пост продюсеров неназванного российского шоу, которые искали людей, на чью работу повлияло российское вторжение на Украину. Таланкин оставил заявку, и с ним связался американский режиссёр Дэвид Боренштейн. Как рассказывал Боренштейн, работа над фильмом началась в марте 2022 года. Он и Таланкин установили конфиденциальную линию общения и безопасный способ передачи видеофайлов. Таланкин отвечал за съёмки, в то время как Дэвид работал над сценарием, монтажом и постпродакшном. Как утверждал Боренштейн, в процессе создания он давал «обратную связь»: «за какими историями стоит следить, что подснять, чтобы сделать их более выпуклыми», однако такого было немного, и Таланкин «снимал то, что хотел снять». Режиссёр влиял только на общую сюжетную линию, закадровый текст и изображение личности Павла.
По заявлению Таланкина, 90 % материалов фильма снималось для отчётности перед Министерством просвещения Российской Федерации. Согласно его словам, он выполнял свою работу, ведь его «заставили снимать» школьные мероприятия, чтобы потом отчитаться. Съёмка велась на две камеры: кадры с одной отправлялись в министерство, с другой — откладывались на жёсткий диск. Все герои фильма знали, что их снимают, но не знали, что записи войдут в документальный фильм, а не будут использованы для отчётов. Как прокомментировал Боренштейн, они с Таланкиным обсуждали этичность отснятого материала с создателями документальной программы Storyville на «Би-би-си», при поддержке которой вышел фильм и которая одобрила финальный монтаж картины. Использование съёмок детей, согласно его словам, «обосновано редакционными соображениями и общественной значимостью», а «любая форма согласия на съёмки создавала бы для людей гораздо больше угроз».
В июне 2024 года Таланкин покинул Россию, забрав с собой отснятый материал. О своём отъезде он никого не предупредил. В общей сложности к этому моменту у него накопилось семь жёстких дисков со съёмками. Таланкин рассказывал, что помимо него и Боренштейна с ними работала «целая экспертная комиссия», которая внимательно изучала материал, чтобы показанное не навредило никому из педагогов и школьников. В окончательную версию не вошёл эпизод, где в школу прислали список вещей, которые нужно купить для отправки на фронт. Нет кадров с похорон военных, так как Таланкину запретили их снимать. Тем не менее в фильме звучит аудиозапись с похорон друга Таланкина Артёма Глухова.
Премьера киноленты состоялась 25 января 2025 года на фестивале независимого кино «Сандэнс» в США. Затем она была показана на Гётеборгском кинофестивале.

## Приём критиков
«Господин Никто против Путина» получил в целом положительные отзывы критиков. На сайте-агрегаторе рецензий Rotten Tomatoes фильм получил рейтинг одобрения 100 % на основе 15 отзывов. Другой агрегатор, Metacritic, присвоил фильму средневзвешенную оценку в 79 баллов из 100 на основании семи отзывов критиков, что указывает на «в целом благоприятные» отклики.
Журналист сайта IndieWire Кристиан Бловелт дал фильму положительную оценку «A-», охарактеризовав его как «интересное исследование характера независимого мыслителя, внезапно столкнувшегося с тоталитаризмом». Критик издания The Daily Beast Ник Шагер назвал картину «поразительным произведением бунтарского кино». Адриан Хортон из The Guardian присвоила фильму оценку в четыре звезды из пяти. Она написала, что лента документирует идеологическую войну и вызывает отклик далеко за пределами России. Карлос Агилар в статье для Variety отозвался о фильме как об «устрашающем, откровенном и пронзительном разоблачении». Джейсон Горбер в рецензии для POV Magazine так высказался о проекте: «Это блестящий фильм, доступный, но глубокий, и без сомнений уже один из лучших в этом году». Тереза Лаксон из Collider присвоила рейтинг в восемь из десяти. По её словам, фильм «представляет собой интимный взгляд на небольшой городок, который заставляет зрителя почувствовать себя частью сообщества», и аудитории ясно видны на экране «страсть и любовь» Таланкина. Из негативных аспектов журналистка выделила, что создатели могли уделить больше внимания обсуждению «украинской стороны вторжения».
Более смешанное мнение о фильме выразил Джейкоб Ольер из The A.V. Club, который дал работе оценку «C+». Он отметил, что кинолента «может ощущаться ограниченной в масштабе», а «стремительные нити повествования могут казаться натянутыми или полусырыми». Критик Джон Негрони, присвоивший фильму рейтинг семь из десяти, высказал мнение, что «Господин Никто против Путина» — «несовершенный, но жизненно важный документальный фильм». Хотя Негрони отметил мужество Таланкина, он обратил внимание на проблемы с темпом и неровную структуру, которые, по его мнению, не позволяют картине раскрыть весь свой потенциал.
На фестивале «Сандэнс» «Господин Никто против Путина» удостоился специальной премии жюри в секции мирового документального кино. Жюри была отмечена «храбрость при документировании интенсивной пропаганды в российских школах и одновременно лёгкости, с какой там манипулируют дезинформацией».

## Реакция в России

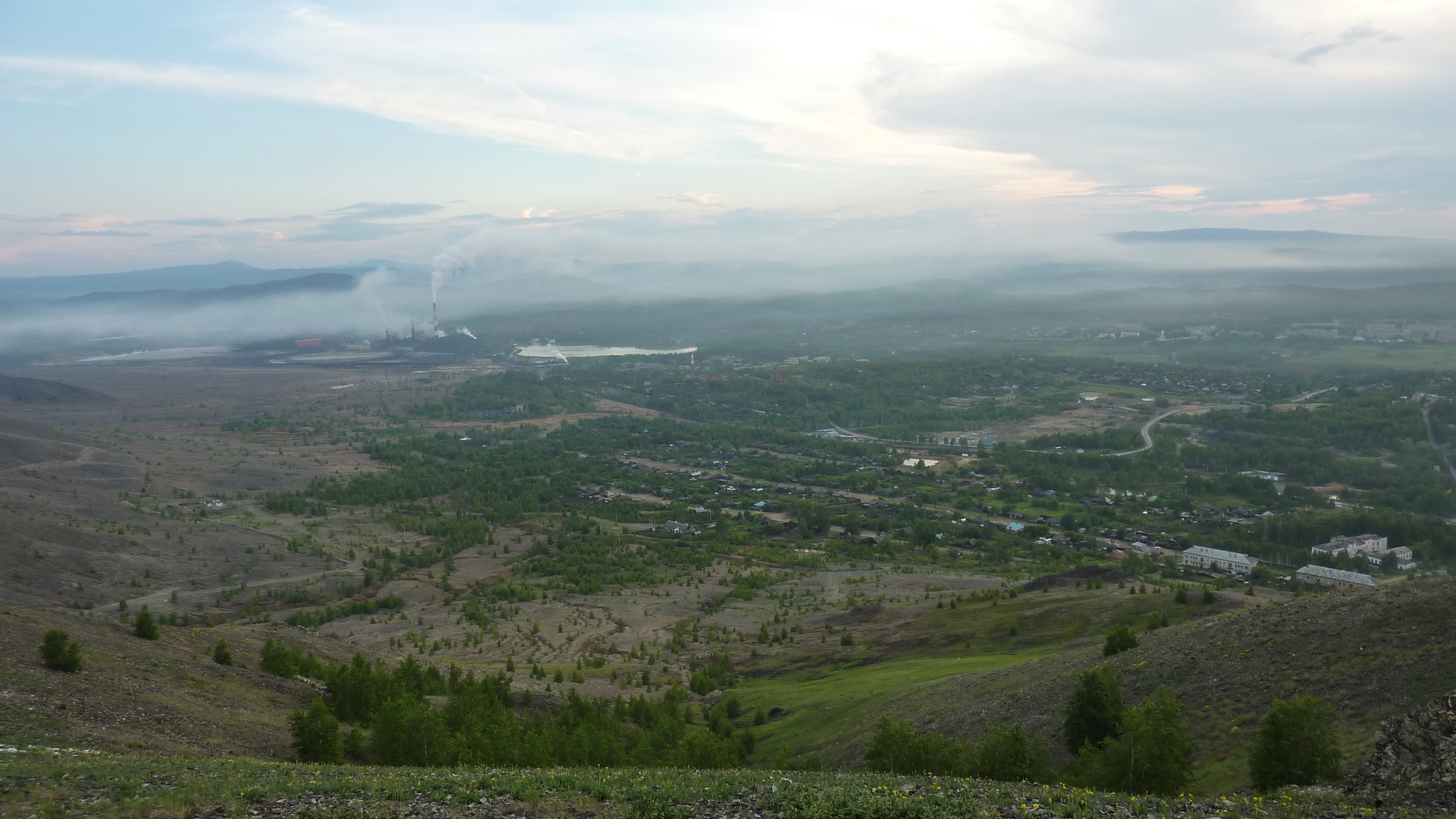
Вид на Карабаш — место действия фильма

По данным челябинского интернет-портала 74.ru, премьера фильма вызвала в Карабаше «эффект разорвавшейся бомбы». Издание сообщило, что «протестные активности» за Таланкиным никогда не замечались, он, напротив, часто сам являлся соорганизатором патриотических мероприятий и занимался их съёмкой. В публикации 74.ru картина характеризуется как «антироссийская», а также отмечается, что «родители учеников оказались не в восторге» от участия детей в ней. Один из местных жителей рассказал журналистам, что в школу № 1 приезжали «сотрудники силовых структур», проводилось закрытое совещание по поводу Таланкина. В министерстве образования Челябинской области заявили, что «оценкой действий педагога и ситуации в целом занимаются компетентные органы», и прокомментировали: «Данный эпизод — ещё одно напоминание о том, что в условиях идеологического противостояния любые события, происходящие в нашей стране, могут преподноситься недостоверно». Кроме того, чиновники пообещали «сохранить государственные ценности» и усилить контроль. СМИ запросило комментарии у региональных ФСБ и Следственного комитета, но не получило от органов развёрнутых комментариев. Согласно источнику 74.ru, мать Таланкина, ранее работавшая в фигурирующей в фильме школе библиотекарем, а также заменявшая педагогов по обществознанию, географии и истории, вынуждена была уволиться. Она опасается, что «недоброжелатели сожгут ей дом». Таланкин заявил, что получал от жителей Карабаша сообщения как со словами поддержки, так и с угрозами.
В публикации агентства «Ура.ру» лента также называется «антироссийской». Неназванный источник издания в силовых структурах не исключил, что Таланкин «развернул протестную акцию» ради политического убежища в США. «Урал-пресс» писало, что «Карабаш пребывает в шоке».
Как писала Meduza, в «Z-каналах Таланкина назвали предателем». «Медиазона» сообщала о начавшейся накануне премьеры организованной травле сорежиссёра в социальных сетях. На релиз картины обратил внимание Telegram-канал «НИИ Медиапром». После этого пост педагогу посвятила блогер Наталия Осс, которая назвала его «учителем-предателем, продавшим своих учеников» и снявшим фильм «по заказу западного продакшна». Похожий пост написал анонимный автор «РИА КАТЮША». Публикации набрали множество репостов в Telegram, их перепечатывали в провластных пабликах во «ВКонтакте». Авторы статьи ИА «Новороссия» обратили внимание на «зашкаливающий антироссийский пафос» в анонсах и рецензиях, а также обвинили бывшего педагога в предательстве своих учеников.
Meduza привела слова Таланкина, который ответил на обвинения в предательстве так: «С чьих слов я предатель Родины? Со слов Владимира Путина? Для себя я не предатель Родины. Я люблю свою страну, люблю людей, люблю свой город. Надеюсь туда вернуться рано или поздно».

## Награды
| Год  | Организация | Награда                                       | Результат | И      |
| ---- | ----------- | --------------------------------------------- | --------- | ------ |
| 2025 | «Сандэнс»   | Специальный приз жюри за документальный фильм | Победа    | [ 13 ] |